# Calamagrostis minima
Calamagrostis minima là một loài thực vật có hoa trong họ Hòa thảo. Loài này được (Pilg.) Tovar mô tả khoa học đầu tiên năm 1960.